# 동방은행
동방은행(東方銀行, Bank of East Land)은 조선민주주의인민공화국의 은행이다. 조선민주주의인민공화국 무역은행의 지도를 받는 외국환전문은행으로 알려져 있다.
동방은행은 조선민주주의인민공화국의 재래무기 제조 및 수출업체인 청송연합에 자금을 지원했으며, 이란의 탄도유도탄 개발 계획에 관여한 이란 금융기관과도 거래를 했고 청송연합을 관리하는 인민무력부 정찰총국의 무기 개발 및 수출 계획과 관련한 거래도 맡았다.
2011년 4월 19일 미국 재무부는 행정명령 13551호에 따라 동방은행이 불법 무기거래에 연루됐다며 동방은행의 미국 내 자산을 동결하고 미국 금융기관과의 거래를 금지시켰다. 2013년 1월 22일 유엔 안전 보장 이사회는 유엔 안전 보장 이사회 결의 제2087호를 채택하며 동방은행의 계좌를 동결했다. 2월 7일에는 대한민국 기획재정부 역시 동방은행을 금융제재대상자로 지정하고 한국은행 총재의 허가를 받아야만 금융 거래를 할 수 있도록 조치했다.